# Leptit
Leptit (äldre benämningar är eurit, felsitoid, granulit och hälleflintgnejs) är en finkornig, grå till röd, metamorf bergart. Leptit bildas genom omvandling av vulkaniska produkter så som lava, aska och delvis av vittrat material från äldre bergarter. Leptit som genomgått svag metamorfos bildar hälleflinta som påminner om flinta men skiljer sig i det att dess bildningssätt och sammansättning är olik. I Sverige återfinns leptit till största del i den geologiska regionen Bergslagen och i norra delarna av Norrland.
Leptit är en föråldrad term för metavulkaniter med kiselsyrarik till intermediär sammansättning (ryolit, keratofyr, dacit, andesit) Dock kan termen leptit används som fältterm för finkorniga till fint medelkorniga ytbergarter .
Bergarten bildades för drygt 1,9-1,8 Ga under den svekokarelska orogenesen.
Beteckningen leptit föreslogs 1875 av David Hummel, men började användas mer allmänt i svensk geologisk litteratur först runt 1910. Tidigare svenska namn på dessa bergarter är eurit, hälleflintgnejs, granulit och felsitoid.